# Museo Gutenberg
El Museo de Gutenberg está ubicado en el centro histórico de Maguncia, Alemania.
Se inauguró en 1900, justo quinientos años después del nacimiento de Johannes Gutenberg, para dar a conocer al gran público sus invenciones y las obras de su arte. En 1962, a los dos mil años de la fundación de la ciudad, se remodelaron y ampliaron sus instalaciones. 
Tras obtener una importante subvención federal, el museo cerró temporalmente sus puertas el 7 de octubre de 2024 para su reconstrucción y renovación. El «Schellbau», cuya renovación se consideró demasiado costosa y poco rentable, será demolido en febrero de 2025 y sustituido por el nuevo edificio. A partir del 23 de noviembre de 2024 se presentará al público en el Museo de Historia Natural de Maguncia una exposición temporal titulada «¡El Museo Gutenberg se traslada! Se expondrán los principales objetos de la exposición permanente del Museo Gutenberg, incluidas las dos Biblias de Gutenberg originales que posee el museo.